# Масований ракетний обстріл України 8 липня 2024
Масований ракетний обстріл України 8 липня 2024 року — воєнний злочин, вчинений Збройними силами Росії під час російського вторгнення в Україну. Вранці та опівдні цього дня російські військові завдали по Україні масованого ракетного удару, атакувавши в тому числі міста Київ, Дніпро, Кривий Ріг, Слов'янськ, Краматорськ, Покровськ, застосувавши понад 40 ракет різних типів. Загинули 47 осіб (зокрема, у Києві 33 людини, 10 у Кривому Розі, 3 у Покровську та 1 загиблий у Дніпрі), близько 190 — отримали поранення.
У Києві було пошкоджено житлові будинки та інфраструктуру. Руйнувань зазнала найбільша дитяча лікарня в Європі — національна дитяча спеціалізована лікарня «Охматдит». Під час ракетного удару в медзакладі перебували 627 дітей.

## Перебіг подій
Вночі проти 8 липня 2024 року росіяни атакували Україну ракетами повітряного та наземного базування. Було застосовано чотири ракети Х-101 із літаків стратегічної авіації Ту-95МС та дві балістичні ракети «Іскандер-М». ППО знищила три крилаті ракети Х-101 у Житомирській та Черкаській областях. Технічною підготовкою удару займався майор Денис Шейнов, начальник спеціальної інженерної служби 121-го важкого бомбардувального авіаційного полку 22-ї важкої бомбардувальної авіаційної дивізії ЗС РФ.
Близько 10:00 Росія почала масовану ракетну атаку на Україну, росіяни випустили 38 ракет наступних типів:
- 1 аеробалістичну ракету Х-47М2 «Кинджал»;
- 4 балістичні ракети «Іскандер-М»;
- 1 крилату ракету 3М22 «Циркон»;
- 13 крилатих ракет Х-101;
- 14 крилатих ракет «Калібр»;
- 2 крилаті ракети Х-22;
- 3 керовані авіаційні ракети Х-59/Х-69.

ППО ЗСУ знищила 30 ворожих ракет:
- 1 аеробалістичну ракету Х-47М2 «Кинджал»;
- 3 балістичні ракети «Іскандер-М»;
- 11 крилатих ракет Х-101;
- 12 крилатих ракет «Калібр»;
- 3 керовані авіаційні ракети Х-59/Х-69[13].

## Обстріли

### Київ
Внаслідок кількох хвиль ракетних ударів по Києву зафіксовано руйнування у семи районах столиці: Голосіївському, Дарницькому, Деснянському, Дніпровському, Святошинському, Солом'янському та Шевченківському. Жертвами російських атак на місто стали 33 людини (з них 5 дітей), 121 — постраждали (серед них 10 дітей), 11 осіб врятовано. Пошкоджені загалом 129 будівель усіх форм власності.
Сигнал «Повітряна тривога» лунав 2 години 43 хвилини та оголошувався Повітряними силами ЗСУ тричі, у проміжки часу 09:52—11:34, 12:57—13:13 та 13:21—14:06. Атака на Київ здійснювалась Повітряно-космічними силами Росії з використанням ракет Х-47 «Кинжал» та крилатих ракет Х-101, були використані й інші балістичні, аеробалістичні та крилаті ракети. Російські ракети увійшли у повітряний простір України з боку Брянської та Курської областей Росії, а також запущені з тимчасово окупованих територій Запорізької та Херсонської областей України, й постійно змінювали курс по маршруту.
- у Голосіївському районі частково зруйновано 5-поверховий житловий будинок, виникло 2 осередки пожежі по 10 м², пошкоджена покрівля. Поруч пошкоджено дошкільний навчальний заклад № 440, гаражі, 10 автомобілів. Постраждали 22 людини[25][26][27];
- у Дарницькому — пошкоджено будинок садибного типу, в якому постраждала одна особа, а за іншою адрескою пошкоджено приміщення аптеки[26];
- у Деснянському районі займання у двоповерховому приватному будинку[26];
- у Дніпровському — під час повторного обстрілу столиці, який стався орієнтовно о 13:10, внаслідок падіння уламків зброї неподалік станції метро «Лівобережна» загинуло дев'ять людей, п'ятеро — поранені, частково зруйнована будівля бізнес-центру, доросла поліклініка медичного центру мережі «Адоніс» (серед загиблих п'ятеро медиків та два пацієнти) та клініки «Ісіда» поруч[28][29][30][26][27];
- у Святошинському районі внаслідок падіння уламків ракети виникла пожежа у промисловій будівлі на площі 40 м², пошкоджено будівлю професійного економічного коледжу та приватні будинки[26]. Постраждали 5 людей[27];
- у Солом'янському районі приблизно о 10:30 внаслідок влучання ракети в дах будівлі бізнес-парку «Домініон» загинули сім осіб, дев'ять травмованих, та частково зруйновані два верхні поверхи загальною площею руйнації 1500 м², виникла пожежа[31][32][27];
- у Шевченківському районі орієнтовно о 10:40 ранку відбулося влучання п'яти підряд ракет поруч зі станцією метро «Лукянівська» в бізнес-центр «Лук'янівський», ДАХК «Артем» й КБ «ЛУЧ», загинули дві людини та троє поранені[33][34][35][27]. О 10:42 інша російська ракета влучила у відділення інтенсивної та еферентної терапії хронічних інтоксикацій дитячої лікарні Охматдит, загинуло дві дорослі особи (одна з них лікарка), 32 постраждало; зруйновано приблизно 400 м², пошкоджені кілька сусідніх корпусів медзакладу[36][37][27][38][16], дві трансформаторні підстанції ДТЕК та електромережі[39][40][41]. Також є влучання в п'ятиповерховий будинок по вулиці Сальського на Сирці, знищено один під'їзд, разом з приблизно 17 квартирами; з-під завалів рятувальники дістали 13 загиблих, з них — п'ятеро дітей, а також 25 постраждалих[42][43][44][45][15].

Російська масована атака по Києву 8 липня 2024 року стала найбільш масштабною за кількістю постраждалих й другою за кількістю жертв від початку російсько-української війни (після ракетного обстрілу 29 грудня 2023 року). 9 липня оголошено Днем жалоби за загиблими у місті. Того ж дня українські поліцейські затримали під «Охматдитом» підозрілого чоловіка, якого перевіряли на причетність до коригування удару. В результаті удару було зруйновано будівлю Охматдиту. Почався пошук нової локації для медиків та пацієнтів.

### Дніпропетровська область

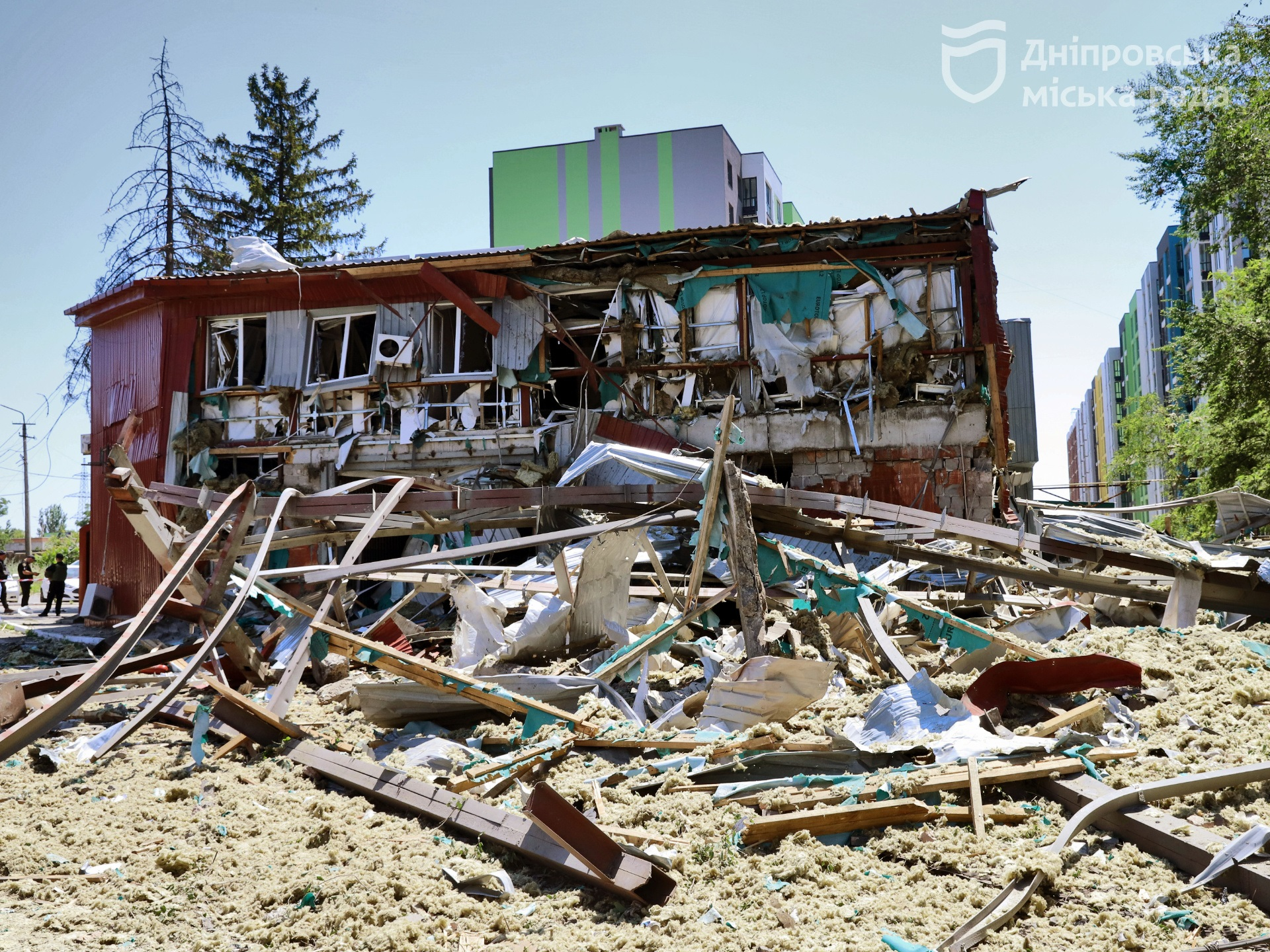
Зруйнована СТО в Дніпрі

#### Дніпро
У Дніпрі пошкоджень зазнали багатоповерхівка та підприємство. Понівечено СТО. Повідомляється про одного загиблого і 12 постраждалих.

#### Кривий Ріг
У Кривому Розі Росія завдала кількох ракетних ударів. Близько 10:00 ранку пролунали перші вибухи, а згодом близько 10:45. Зафіксовано декілька влучань, у тому числі у адміністративну будівлю Північного ГЗК — промислового підприємства, що входить до групи «Метінвест». Загинули 10 людей, ще 53 отримали поранення. До лікарні доставили 28 постраждалих, серед них 1 людину у вкрай важкому стані, 7 — у важкому, а 18 людей у стані середньої тяжкості. Орієнтовно об 19:00 того ж дня завершили пошуково-рятувальні роботи. 9 липня оголошено Днем жалоби за загиблими у місті.

### Донецька область

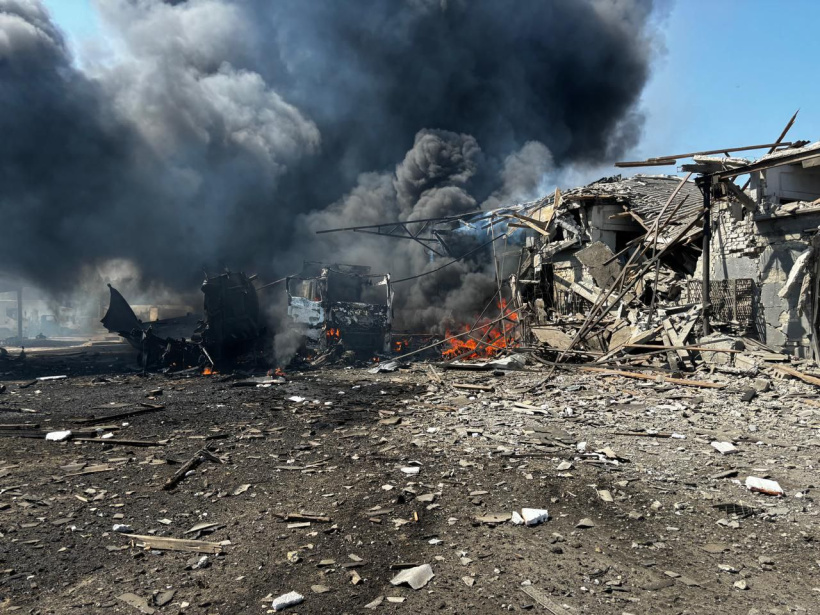
Зруйноване підприємство в Покровську

#### Покровськ
У проміжку з 9:40 по 10 ранку російські війська тричі обстріляли місто з РСЗВ «Смерч». Руйнувань зазнало місцеве автотранспортне підприємство. Троє людей загинули, троє поранені.

#### Краматорськ
Росія завдала удару по Краматорську 8 липня. У місті без постраждалих.

#### Слов'янськ
Внаслідок ворожого удару прямим влучанням зруйновано приватний будинок. З-під завалів врятували чоловіка.

### Запорізька область

#### Вільнянськ
Двома «прильотами» пошкоджено господарський об'єкт. Внаслідок ураження ракетами було зруйновано найбільші підприємства міста Вільнянськ.

## Розслідування
- 1. Уламок кожуха двигуна ракети Х-101 із інвентарним номером (внутрішня сторона)[64][65]
- 2. Уламки опорного лонжерону (знизу) та кожуха двигуна (зверху) ракети Х-101 із серійним номером (зовнішня сторона)[64][65]

Служба безпеки України кваліфікувала удар Росії по національній дитячій спеціалізованій лікарні «Охматдит» як воєнний злочин та відкрила за цим фактом кримінальне провадження. На місці трагедії слідчі спецслужби знайшли середню частину корпусу, обтікач хвостового відсіку та уламки гідроблоку, механізму розкриття крил, блоку постановки завад, двигуна та кожуха двигуна стратегічної крилатої ракети повітряного базування Х-101 із відображенням інвентарного (внутрішня сторона) та серійного номерів (зовнішня сторона).
Судові експерти Міністерства юстиції України за результатами дослідження вилучених залишок ракети та відео-, фотоматеріалів з моментом влучання (а не падіння уламків збитої) російської ракети у дитячу лікарню «Охматдит», у попередньому висновку підтвердили, що пропорції, форма, розміри ракети та траєкторія польоту, яка зафіксована на наявних у відкритому доступі відео, повністю відповідають ракеті Х-101, а характер руйнувань притаманний виключно для її бойової частини (400 кг). 9 липня слідчі зібрали уламки від ракети Х-101 на місці удару по дитячій лікарні.
Аналогічних висновків (про удар по лікарні саме ракетою Х-101) на основі аналізу відкритої інформації дійшли й групи дослідників Bellingcat та Conflict Intelligence Team.
Аналітики Molfar під час розслідування ідентифікували конкретні військові підрозділи та особовий склад, які брали участь у ракетному ударі по лікарні Охматдит, всього 95 злочинців.
Офіс генпрокурора України встановив одного з можливих причетних: Кобилаш С. І. обіймав посаду командувача дальньої авіації військово-повітряних сил повітряно-космічних сил РФ під час масованого ракетного обстрілу. А після атаки на Охматдит його підвищили і призначили командувачем військово-повітряних сил РФ.

## Скандали
Після ракетного удару по дитячій лікарні Охматдит та пологовій клініці в Києві, ряд українських політиків, блогерів та інших людей почав поширювати наративи, що фактично повторювали російську пропаганду, закликаючи до мирних переговорів з країною-агресором. Дописи цих людей критикували українську владу та закликали до завершення війни на умовах, вигідних РФ. Серед них: народні депутати Артем Дмитрук та Євгеній Шевченко, блогери Юлія Вербинець, Владислава Роговенко, Каріна Золотарьова, Єва Коршик, Настя Умка, Міла Бараєва, Наталія Окунська та інші.

## Рада Безпеки ООН
Надзвичайне засідання Ради Безпеки ООН щодо російського ракетного удару по Охматдиту 9 липня 2024 у Нью-Йорку відбулося під головуванням Російської Федерації. Голова засідання, представник РФ Небензя В. відкрив засідання промовою, що РФ мала можливість заблокувати виступ України на засіданні через неправильно оформлену заявку й Україну допущено до виступу лише тому, що про це також попросили у США. Виступ Чехії РФ заблокувала.

| Це ще одне жахливе нагадування про те, що Росія залишається в ООН, порушуючи усі домовленості, які дала. |
| — Представник Євросоюзу                                                                                  |

| Її [РФ — ред.] поведінка — це сором для Ради Безпеки, особливо це стосується часу коли Росія займає крісло голови. |
| — Представниця Великої Британії                                                                                    |

Після засідання Ради безпеки ООН, на якому обговорювали російський ракетний удар по дитячій лікарні «Охматдит», РФ влаштувала обід з нагоди свого президентства в Раді безпеки — основною стравою в меню зазначено котлету по-київськи з картопляним пюре.